# Bela I da Hungria
Bela I da Hungria (Béla, em húngaro) (c. 1016 — 1063) foi rei da Hungria de 6 de dezembro de 1060 até a 11 de setembro 1063. Foi o irmão mais novo do seu antecessor, André I da Hungria.

## Relações familiares
Bela era filho de Basílio da Hungria, primo de Estêvão I da Hungria. Casou-se com Riquilda da Polônia, filha de Miecislau II da Polónia (990 - 1034) e de Richiza da Suábia (1000 - 1063), de quem teve:
1. Géza I da Hungria, rei da Hungria (1044 - 1077), casou-se com Sinadena Teodoro, princesa bizantina, filha de Teodoro Sinadeno e de N Botaniatissa.
2. Ladislau I da Hungria, rei da Hungria, casou-se com Adelaide de Zähringen.
3. Eufémia ou Ludmila da Hungria, casou-se com Otão I da Morávia, príncipe da Morávia.
4. Helena da Hungria, casou-se com Zwonimir-Dmitar da Croácia, rei da Croácia.
5. Maria da Hungria, casou-se com Andronicus Dukas, co-imperador de Bizâncio.
6. Adelaide da Hungria, casou-se com Frederico II de Bogen.
7. Sofia da Hungria (1040 - 18 de junho de 1095), casou-se por duas vezes, a primeira com Ulrich da Ístria e a segunda com Magno I da Saxónia.
8. Lamberto († 1095), duque no sul da Hungria.

## Árvore genealógica da Casa de Arpades
|-